# Bulbophyllum quadrichaete
Bulbophyllum quadrichaete är en orkidéart som beskrevs av Rudolf Schlechter. Bulbophyllum quadrichaete ingår i släktet Bulbophyllum och familjen orkidéer. Inga underarter finns listade i Catalogue of Life.